# Юрченко, Людмила Владимировна
Людмила Владимировна Ю́рченко (род. 14 февраля 1943) — советская и украинская оперная певица (меццо-сопрано).

## Биография
Родилась 14 марта 1943 года в окружённом немецкими войсками Харькове (ныне Украина). Детство прошло в Полтаве. Там приобщилась к музыке, в Полтаве окончила музыкальную школу (класс В. И. Опенько) и техникум лёгкой промышленности, специальность — испытатель электродвигателей. Работала на полтавском заводе «Электромотор». Окончила КГК имени П. И. Чайковского (1969, класс Р. А. Разумовой).
Солистка КУГАТОБ имени Т. Г. Шевченко.
Одна из немногих оперных певиц, которые безупречно сочетают сценическую игру с музыкой. В репертуаре — более 30 оперных партий. Имея диапазон в 2,5 октавы, одинаково уверенно выполняет на предельно низких тонах партию Кончаковны в «Князе Игоре» А. П. Бородина, и легко переходит на почти сопрано в написанных Дж. Верди партиях Эболи в «Дон Карлос» и Фенены в «Набукко».

## Оперные партии
- «Тарас Бульба» Н. В. Лысенко — Настя
- «Ярослав Мудрый» Г. И. Майбороды — Джемма
- «Моисей» М. М. Скорика — Йохаведда
- «Хованщина» М. П. Мусоргского — Марфа
- «Борис Годунов» М. П. Мусоргского — Марина Мнишек
- «Царская невеста» Н. А. Римского-Корсакова — Любаша
- «Князь Игорь» А. П. Бородина — Кончаковна
- «Орлеанская дева» П. И. Чайковского — Иоанна
- «Пиковая дама» П. И. Чайковского — Полина, Миловзор, Графиня
- «Мазепа» П. И. Чайковского — Любовь Кочубей
- «Любовь к трём апельсинам» С. С. Прокофьева — Клариче
- «Война и мир» С. С. Прокофьева — Ахросимова
- «Фаворитка» Г. Доницетти — Леонора
- «Аида» Дж. Верди — Амнерис
- «Трубадур» Дж. Верди — Азучена
- «Дон Калос» Дж. Верди — Эболи
- «Набукко» Дж. Верди — Фенена
- «Риголетто» Дж. Верди — Маддалена
- «Сестра Анжелика» Дж. Пуччини — Герцогиня
- «Джоконда» А. Понкьелли — Слепой
- «Орфей и Эвридика» К. Глюка — Орфей
- «Самсон и Далила» К. Сен-Санса — Далила
- «Вертер» Ж. Массне — Шарлотта
- «Кармен» Ж. Бизе — Кармен

## Награды и премии
- третья премия Всесоюзного конкурса вокалистов имени М. И. Глинки в (1971; Вильнюс)
- первая премия международного конкурса певцов (1975; Барселона)
- Народная артистка УССР (1982)
- Орден княгини Ольги III степени (2001)[2]
- Национальная премия Украины имени Тараса Шевченко (2004) — за вокальные партии в оперных спектаклях (1999—2003)